# Ардоті
Ардоті (груз. არდოტი) — село в Грузії.
За даними перепису населення 2014 року в селі проживає 3 особи.